# Chemins de fer de Sibérie orientale
Les Chemins de fer de Sibérie orientale (connus sous le nom de VSZD ; russe : Восто́чно-Сиби́рская желе́зная доро́га, В-СибЖД; en translittération française : « Vostotchno-Sibirskaïa jeleznaïa doroga » ; traduction littérale : « les Chemins de fer de Sibérie orientale ») constituent un réseau régional des chemins de fer russes. Ils couvrent l'oblast d'Irkoutsk, la Bouriatie, le kraï de Transbaïkalie et la république de Sakha en Sibérie orientale.

## Historique

### Contexte
L’idée de construire un chemin de fer traversant des régions peu peuplées et presque inexplorées de la Sibérie orientale a été exprimée pour la première fois dans les années 1870 et 1880. La nécessité de construire une ligne ferroviaire est devenue particulièrement évidente après l'achèvement du chemin de fer de l'Oural de Iekaterinbourg à Tioumen en 1884. En 1887, trois expéditions ont été organisées pour explorer le tracé du futur chemin de fer transsibérien. En mai 1893, le Comité pour la construction du chemin de fer sibérien est créé. La construction du Transsibérien a été lancée simultanément à partir de ses deux extrémités, à savoir Vladivostok et Tcheliabinsk . En 1895, la construction du tronçon de chemin de fer reliant Tcheliabinsk à la gare de l'Ob, près du petit village de Novonikolaïevsk (aujourd'hui Novossibirsk), était terminée. Le 6 décembre 1895, le premier train arrive à Krasnoïarsk , qui deviendra le point de départ de la construction du chemin de fer de Sibérie orientale vers Irkoutsk et via Nijneoudinsk (le premier train arriva le 9 décembre 1897) et Touloun.

### Construction
En 1897, la construction des tronçons Irkoutsk — Baïkal et Myssovaïa — Sretensk était en cours. Des gares ferroviaires ont été construites sur presque tout le chemin de fer. En 1898, la construction du tronçon Touloun-Irkoutsk fut achevée. En 1900, les tronçons du Transbaïkal de Myssovaïa à Sretensk et d'Irkoutsk à la gare de Baïkal furent achevés. La section Circum-Baïkal (entre les gares de Myssovaïa et Baïkal) du chemin de fer de Sibérie orientale était en construction jusqu'en 1905, ouvrant la circulation ferroviaire sans arrêt sur toute la voie ferrée à la fin de la construction.
Au début, le chemin de fer de Sibérie orientale était un chemin de fer à voie unique. En 1907, ils commencèrent la construction de la deuxième voie, qui se terminera en 1916.
Sur le plan administratif, le Transsibérien en quatre chemins de fer : le chemin de fer sibérien (de Tcheliabinsk à la gare d'Innokentievskaïa avec une ligne vers Tomsk), le chemin de fer Transbaïkal (de la gare d'Innokentievskaïa à Sretensk avec une ligne vers la gare de Mandchourie), le chemin de fer de l'Oussouri (de Vladivostok à Khabarovsk) et le chemin de fer de l'Amour (de la gare de Kouïenga à Khabarovsk).
En 1915, le chemin de fer de Sibérie orientale a été divisé en cinq chemins de fer : le chemin de fer d'Omsk , le chemin de fer de Tomsk , le chemin de fer Transbaïkal, le chemin de fer de l'Amour et le chemin de fer de l'Oussouri.

### Période soviétique
En 1934, le chemin de fer de Sibérie orientale est devenu une unité administrative et économique indépendante s'étendant de la gare de Mariinsk à la gare de Myssovaïa. En 1936, le chemin de fer de Krasnoïarsk a été exclu du chemin de fer de Sibérie orientale. Dans les années 1920 et 1930, la reconstruction technique du chemin de fer a été réalisée et les locomotives et le matériel roulant ont été modernisés. Plusieurs nouvelles lignes ont également été construites sur les chaînes de montagnes des Saïan, de l'Alataou, à travers la taïga et les marécages vers les gisements de charbon et de minerai de fer, les forêts et les berges des grands fleuves. En 1922-1926, la ligne Atchinsk — Abakan a été construite, reliant les régions méridionales du kraï de Krasnoïarsk, de Khakassie et de Touva avec d'autres régions économiques du pays. En 1940, le trafic ferroviaire a commencé d'Oulan-Oudé à Naouchki, améliorant considérablement les relations économiques avec la Mongolie et donnant accès aux gisements de charbon de Goussinooziorsk.
Pendant la Seconde Guerre mondiale, les autorités du chemin de fer de Sibérie orientale ont fourni des unités de volontaires à envoyer au front (20 cheminots recevraient le titre de Héros de l'Union soviétique), trouvé des ressources pour réparer le matériel militaire, préparé le matériel roulant et le volume du fret de la Sibérie vers la partie européenne du pays a progressivement augmenté.
Dans les années d'après-guerre, le volume du trafic transporté a continué d'augmenter parallèlement à la reconstruction des installations de transport et à l'introduction de nouvelles technologies. En 1948, le chemin de fer de Sibérie orientale a atteint son niveau de chargement et de rotation des marchandises d'avant-guerre. En 1958, ils ont mis en service le nouveau chemin de fer Baïkal-Amour (BAM), qui reliait les bassins des rivières Angara et Léna au reste du réseau ferroviaire sibérien, offrant un accès immédiat aux gisements minéraux du bassin de l'Angara (par exemple le gisement de minerai de fer de Korchounovskoïe), et des régions forestières abondantes et assurer un approvisionnement ininterrompu de marchandises vers les zones septentrionales de l'oblast d'Irkoutsk et de la Iakoutie. À la fin de 1965, un tronçon Abakan-Taïchet de 647 km de long du chemin de fer de Sibérie orientale a été mis en service, un chemin de fer électrifié haut de gamme doté de moyens de communication modernes, d'un verrouillage électrique des aiguillages ferroviaires et d'un système de répartition à distance. Cette section du chemin de fer offrait un nouvel accès au Kouzbass, au Kazakhstan et à l'Asie centrale depuis les régions de l'Extrême-Orient russe et de la Sibérie. Le début des années 1970 a vu l'achèvement de la construction de la ligne en direction nord de la gare de Khrebtovaïa à la centrale hydroélectrique d'Oust-Ilimsk (214 km).

### Depuis 1991
En 1996, la branche nord du Baïkal du BAM a été incluse dans le chemin de fer de Sibérie orientale. En 2001, les principaux travaux du tunnel de Severomouïsk ont été achevés. Le premier train a traversé le tunnel. En 2005, la ligne du train de marque « Bargouzine » a été ouverte (Irkoutsk — Zabaïkalsk ).
En 2010, l'itinéraire du train de marque « Baïkal » (Irkoutsk - Moscou) a été modifié pour devenir Irkoutsk — Saint-Pétersbourg. Mais en 2013, le train de marque « Baïkal » a commencé à circuler uniquement vers Novossibirsk, puis a été complètement annulé.

## Réseau et indicateurs
Les Chemins de fer de Sibérie orientale sont une filiale des Chemins de fer russes. Le réseau couvre quatre sujets de Sibérie orientale : l'oblast d'Irkoutsk, la Bouriatie, le kraï de Transbaïkalie et la république de Sakha. Il possède entre autres la magistrale Baïkal-Amour, la magistrale Amour-Iakoutie et une partie du Transsibérien.
Chiffres pour 2008:
- Longueur opérationnelle : 3 848 km
- Nombre d'employés : 46233 personnes.
- Salaire moyen : 26 000 roubles.
- Cargaison transportée : 76 millions de tonnes
- Passagers transportés : trafic longue distance – 3,6 millions de personnes ; trafic suburbain – 29 millions de personnes.

Les conditions peuvent être rudes sur le réseau. Selon les observations de 1981 à 2010, la température extérieure négative constante entre octobre et avril entre les gares de Lena-Est et de Khani était de −42,1 °C. Sur le reste du réseau, ce chiffre était de −36,9 °C.